# Nagasaki (film)
Nagasaki (The Wild Blue Yonder) è un film statunitense del 1951 diretto da Allan Dwan.